# 6584 Ludekpesek
6584 Ludekpesek eller 1984 FK är en asteroid i huvudbältet som upptäcktes den 31 mars 1984 av den amerikanske astronomen Edward L.G. Bowell vid Anderson Mesa Station. Den är uppkallad efter författaren Luděk Pešek.